# 聖卡塔琳娜 (瓜納華托州)
聖卡塔琳娜是墨西哥的城市，由瓜納華托州負責管轄，位於該國中部，面積193平方公里，海拔高度1,560米，每年平均降雨量約550毫米，2010年人口5,120，其中98%居民信奉天主教。

## 外部連結
- Photos of Santa Caterina

21°08′26″N 100°03′43″W / 21.1405555656°N 100.061944454°W